# Protosialis flammata
Protosialis flammata là một loài côn trùng trong họ Sialidae thuộc bộ Megaloptera. Loài này được Penny miêu tả năm 1982.